# Anděla Horová
Anděla Horová, roz. Sekerová (* 13. srpna 1944 Praha) je česká historička a kritička umění, knihovnice a vědecká pracovnice Ústavu teorie a dějin umění ČSAV (Ústavu dějin umění Akademie věd České republiky).

## Život
Absolvovala obor nástěnná malba na Průmyslové škole bytové tvorby v Praze (1958-1962). V letech 1962–1968 studovala dějiny umění (prof. Z. Kudělka, V. Zykmund) a bohemistiku (O. Králík) na Filozofické fakultě Univerzity Palackého v Olomouci. Absolvovala diplomovou prací Umění na dvoře Rudolfa II., kterou roku 1975 obhájila na FF UP jako rigorózní.
Roku 1968 pracovala v knihovně Katedry dějin umění a katedry estetiky Filozofické fakulty Univerzity Karlovy, v letech 1969-1972 byla odbornou pracovnicí Osvětového ústavu v Praze. Od roku 1972 do roku 2006 pracovala v Ústavu teorie a dějin umění ČSAV (po r. 1989 Ústavu dějin umění Akademie věd České republiky), v 80 letech jako vedoucí metodologické skupiny. Odborně se věnuje historiografii a dějinám umění a dějinám výtvarné teorie a kritiky. Publikovala řadu monograficky zaměřených studií věnovaných významným historikům, teoretikům a kritikům výtvarného umění 19. a počátku 20. století a měla zásadní podíl na koncepci a zpracování dvoudílné publikace Kapitoly z českého dějepisu umění (1987).
Je editorkou Nové encyklopedie českého výtvarného umění (1995) a Dodatků NEČVU (2006) a spoluautorkou encyklopedie Dějiny českého výtvarného umění (2007), za které byla oceněna AV ČR. Byla řešitelkou grantu uděleného na prestižní projekt – Slovník historiků umění, výtvarných kritiků a teoretiků v českých zemích v letech cca 1800–2005 (2016), na jehož přípravě se podílela jako editorka.
Od roku 1992 je členkou Umělecké besedy. V letech 1994-2004 byla členkou výboru UHS, členkou redakční rady Bulletinu a tajemnicí UHS, v letech 2001-2004 místopředsedkyní Uměleckohistorické společnosti. Je autorkou katalogů výstav a kurátorkou. Publikuje v časopisech Výtvarné umění, Umění, Estetika, Ateliér, Umělec a periodikách Literární noviny, MF Dnes, Pražský deník, Britské listy, ad..

### Ocenění
- 1986 Cena Odeonu za autorskou a editorskou spolupráci na publikaci Kapitoly z českého dějepisu umění / I a II (1986, 1987)
- 1996 Cena Akademie věd České republiky za editorskou práci na publikaci Nová encyklopedie českého výtvarného umění (1995)
- 2006 Cena Akademie věd České republiky za vědecké dílo Dějiny českého výtvarného umění 1890-1938 (IV/2), 1939-1958 (V), 1958-2000, (VI/2), 2007

## Dílo

### Editorka
- Nová encyklopedie českého výtvarného umění A-M, 548 s., Academia, nakladatelství Akademie věd České republiky 1995, ISBN 80-200-0521-8, 80-200-0536-6 (soubor)
- Nová encyklopedie českého výtvarného umění N-Ž, 558 s., Academia, nakladatelství Akademie věd České republiky 1995, ISBN 80-200-0522-6, 80-200-0536-6 (soubor)
- Nová encyklopedie českého výtvarného umění - dodatky, 988 s., Academia, nakladatelství Akademie věd České republiky 2006, ISBN 80-200-1209-5

#### Spolueditorka
- L. Slavíček (ed.), Slovník historiků umění, výtvarných kritiků, teoretiků a publicistů v českých zemích a jejich spolupracovníků z příbuzných oborů (asi 1800-2008) (1. svazek A-M), Academia, Praha 2016
- L. Slavíček (ed.), Slovník historiků umění, výtvarných kritiků, teoretiků a publicistů v českých zemích a jejich spolupracovníků z příbuzných oborů (asi 1800-2008) (2. svazek N-Ž), Academia, Praha 2016

### Hesla
- E. Poche (ed.), Encyklopedie českého výtvarného umění, Academia, Praha 1975
- Kapitoly z českého dějepisu umění / I (1986), s. 123-139, 186-196
- Kapitoly z českého dějepisu umění / II (1987), s. 265-272, 326-330
- České moderní umění 1900-1960 (Sbírka moderního umění Veletržní palác), 349 s., Národní galerie v Praze 1995, ISBN 80-7035-095-4
- České umění 1939-1999. Programy a impulzy, Vědecko-výzkumné pracoviště Akademie výtvarných umění v Praze 2000, ISBN 80-238-6905-1 (s. 44-46, 67, 105-110)
- České ateliéry / Czech studios. 71 umělců současnosti / 71 contemporary artists, Art.cz, 2005, ISBN 80-239-5528-4
- Lothar Altmann (ed.), Lexikon malířství a grafiky, 664 s., Knižní klub, Praha 2006, ISBN 80-242-1576-4
- Malá ilustrovaná encyklopedie A–Ž, elektronická kniha, 2013, ISBN 978-80-903-6066-2

### Publikace (výběr)
- Vladimír Suchánek: Barevné litografie, Závodní klub ROH, Nové Město nad Metují 1978
- Svatopluk Klimeš: Stopy ohně, Galerie bratří Čapků, Praha 1992
- Ludmila Seefried-Matějková, kat. 54 s., Dům umění města Brna 1992, ISBN 80-7009-044-8
- Jana Křížová: Plastiky, kresby / Sculptures, drawings, Galerie Magnus, Praha 1994

#### Spoluautorka
- Vladimír Suchánek: Drobná grafika, Malá galerie Československého spisovatele, Praha 1981
- Vladimír Suchánek: Barevné litografie, Krajské středisko státní památkové péče a ochrany přírody Plzeň 1981
- Linie / barva / tvar v českém výtvarném umění třicátých let, Galerie hlavního města Prahy 1988
- Karel Šourek (1909-1950): Malba, Staroměstská radnice, Praha 1990
- Marta Ottlová (ed.), Proudy české umělecké tvorby 19. století (Sen a ideál), 262 s., Ústav dějin umění AV ČR, v.v.i., Praha 1990
- Jan Royt (ed.), Antonín Matějček 1859-1950, Nakl. Karolinum, Praha 1994, ISBN 80-7066-977-2
- Uta Dorra, Pavel Carlsbader: Proměny / Verwandlungen, Národní technické muzeum Praha 1994, ISBN 80-7037-026-2
- Znaky bez hranic (Umění papíru z České republiky, Rakouska, Německa), Národní technické muzeum Praha 1996, ISBN 80-7037-051-3
- Josef Hampl: Šité koláže, Gema Art Group, spol. s.r.o. 1996
- Josef Hampl, Městské muzeum a galerie Hranice 1996
- Aleš Hnízdil: Konkrétní poslání / Specific Mission, České muzeum výtvarných umění, Praha 1996, ISBN  80-7056-030-4
- Václav Fiala: Sochy a objekty 1992-1997, Pražský hrad, Starý královský palác, Praha 1997
- Václav Fiala: Stavby ve stavbě, Dragon Press, Klatovy 2003

### Články a odborné statě (výběr)
- Rudolf II. a výtvarné umění, Výtvarné umění, 19, 2-3, 1969, s. 98-106
- Dějiny evropské uměnovědy, Umění 21, 1973, s. 252-253
- K pojetí vývoje v českém dějepisu umění 30. let, Estetika 21, 1984, s. 12-21
- České výtvarné umění 1960 - 1990, Ateliér 5, 21, 1992, s. 4
- Staré kresby - nové obrazy - jeden objekt (Volné seskupení 12/15 Pozdě, ale přece), Ateliér, 6, 8, 1993, s. 6
- O malých soukromých galeriích v Praze, Kavárna A.F.F.A. 1995, č. 4, s. 69-70
- Odvrácená tvář českého umění 70. a 80. let, Výtvarné umění 3-4, 1995, 1-2, 1996 (Zakázané umění I, II), Ateliér 9, 1996, č. 24, s. 7
- Druhá pražská retrospektiva Jana Kotíka,  Ateliér, 9, 22, 1996, s. 1
- Paralleles / Paralely Prague 96 / 97 Paris (1. část Praha. Francouzské umění 90. let), Praha 1996
- Znaky bez hranic (Umění papíru z České republiky, Rakouska, Německa), NTM 1996
- Paralleles / Paralely Prague 96 / 97 Paris (2. část: Generace 90. let - současné české umění / Génération 90 - jeune art tchèque), Praha 1997
- Salony v české kultuře 19. století, Umění 4, 1999, s. 342-343
- Anima & Animus (Manželské páry v generaci 60. let), Ateliér 15, č. 22, 2002, s. 4